# 阿姆劳达
阿姆劳达（Amraudha），是印度北方邦Kanpur Dehat县的一个城镇。总人口8890（2001年）。

## 人口
该地2001年总人口8890人，其中男性4768人，女性4122人；0—6岁人口1707人，其中男894人，女813人；识字率48.08%，其中男性为54.80%，女性为40.30%。